# NetBlocks
NetBlocks ist eine Organisation, welche die Überwachung der Cybersicherheit sowie der Governance des Internets übernimmt. Mit dem Ziel, die Internetfreiheit zu bewahren, wurde dieser Dienst im Jahr 2017 ins Leben gerufen.

## Projekte

### Tools für Internetbeschränkungen
NetBlocks ist eine Organisation, die Originalberichte zu Themen wie Internet-Governance und nachhaltiger Energie veröffentlicht. Darüber hinaus stellt sie der Öffentlichkeit Werkzeuge zur Verfügung, mit denen potenzielle Einschränkungen des Internets beobachtet und die wirtschaftlichen Auswirkungen von Netzwerkstörungen abgeschätzt werden können. Eine von Experten begutachtete Studie, die in der wissenschaftlichen Zeitschrift Nature veröffentlicht wurde, bestätigt, dass NetBlocks ein hohes Maß an Vertrauen in Gemeinschaften auf der ganzen Welt aufgebaut hat und die Verbreitung von Informationen in Notfällen und Ereignissen der Zensur im Internet erleichtert.

### Überwachung weltweiter Internetzensur
NetBlocks und die Digital Rights Foundation haben am 25. November 2017 Informationen darüber bereitgestellt, dass die pakistanische Regierung Facebook, Twitter, YouTube und andere Social-Media-Dienste landesweit zensiert hat, nachdem es zu Protesten gekommen war.
Während der Proteste im Sudan 2018–19 hat NetBlocks festgestellt, dass die sudanesische Regierung nach der Zensur von Social-Media-Websites im Land ein umfassendes Internetzensurregime eingerichtet hat. Nach dem Staatsstreich in Gabun im Jahr 2019 hat NetBlocks die Zensur im Land überwacht. Die Kosten für die dreitägige Abschaltung des Internets nach den Treibstoffprotesten in Simbabwe wurden auf geschätzte 17 Millionen US-Dollar geschätzt.
NetBlocks hat auch die Sperrung von Wikipedia in Venezuela und andere Zensurvorfälle während der venezolanischen Präsidentschaftskrise überwacht. Mehrere internationale Medien haben über die Situation unter Berufung auf die Arbeit von NetBlocks berichtet.
Als das somalische Parlament im Juli 2020 einen Misstrauensantrag gegen Premierminister Hassan Ali Khaire verabschiedete, berichtete NetBlocks, dass der Internetzugang unterbrochen wurde, was die Berichterstattung der Medien über politische und öffentliche Reaktionen auf die Ereignisse vor Ort behinderte. NetBlocks präsentierte Beweise, die den Behauptungen des Netzbetreibers Hormuud Telecom widersprachen, wonach der Ausfall auf „windige Bedingungen“ zurückzuführen sei.
Ab Februar 2022 hat NetBlocks eine Berichterstattungsinitiative eingerichtet, die umfassend über den russischen Überfall auf die Ukraine berichtet und die russischen Bemühungen dokumentiert, die Kommunikation an nuklearen Standorten und in Konfliktgebieten zu unterbinden.